# Sport in 2009
Dit artikel is een samenvatting van de belangrijkste sportfeiten uit het jaar 2009.

## Atletiek
België
- Belgisch kampioenschap atletiek
- Belgisch kampioenschap indooratletiek

 Nederland
- Nederlands kampioenschap atletiek
- Nederland kampioenschap indooratletiek

Europa
- Europese kampioenschappen indooratletiek

Wereldkampioenschap halve mararthon
Wereldkampioenschap atletiek

## Autosport

### Eenzitters
Formule 1
- Grand Prix van Australië, Stratencircuit Melbourne:  Jenson Button (Brawn GP)
- Grand Prix van Maleisië, Sepang:  Jenson Button (Brawn GP)
- Grand Prix van China, Shanghai:  Sebastian Vettel (Red Bull Racing)
- Grand Prix van Bahrein, Sakhir:  Jenson Button (Brawn GP)
- Grand Prix van Spanje, Barcelona:  Jenson Button (Brawn GP)
- Grand Prix van Monaco, Stratencircuit Monte Carlo:  Jenson Button (Brawn GP)
- Grand Prix van Turkije, Istanbul:  Jenson Button (Brawn GP)
- Grand Prix van Groot-Brittannië, Silverstone:  Sebastian Vettel (Red Bull Racing)
- Grand Prix van Duitsland, Nürburgring:  Mark Webber (Red Bull Racing)
- Grand Prix van Hongarije, Hungaroring:  Lewis Hamilton (McLaren)
- Grand Prix van Europa, Stratencircuit Valencia:  Rubens Barrichello (Brawn GP)
- Grand Prix van België, Spa-Francorchamps:  Kimi Räikkönen (Ferrari)
- Grand Prix van Italië, Monza:  Rubens Barrichello (Brawn GP)
- Grand Prix van Singapore†, Stratencircuit Marina Bay:  Lewis Hamilton (McLaren)
- Grand Prix van Japan, Suzuka:  Sebastian Vettel (Red Bull Racing)
- Grand Prix van Brazilië, São Paulo:  Mark Webber (Red Bull Racing)
- Grand Prix van Abu Dhabi, Yas Marina Circuit‡:  Sebastian Vettel (Red Bull Racing)

† = avondrace

‡ = nieuw circuit
- Wereldkampioen Coureurs:  Jenson Button
- Wereldkampioen Constructeurs: Brawn GP
- GP2-seizoen:  Nico Hülkenberg
- Formule 2:  Andy Soucek
- A1GP seizoen:  Adam Carroll
- IndyCar Series:  Dario Franchitti
- Indy Lights Series:  J.R. Hildebrand

### Toerwagens
- DTM seizoen:  Timo Scheider
- WTCC-seizoen:  Gabriele Tarquini

### Rally
- Dakar-rally
  - Auto:  Giniel de Villiers,  Dirk von Zitzewitz, Volkswagen
  - Vrachauto:  Firdaus Kabirov,  Aydar Belyaev,  Andrey Mokeev, Kamaz
- Wereldkampioenschap Rally:  Sébastien Loeb
- Intercontinental Rally Challenge:  Kris Meeke

## Badminton
EredivisieBC Duinwijck
Carlton GT CupBC Amersfoort
Belgisch kampioenschap
- Mannen enkel: Yuhan Tan
- Vrouwen enkel: Nathalie Descamps
- Mannen dubbel: Wouter Claes / Frédéric Mawet
- Vrouwen dubbel: Steffi Annys / Sévérine Corvilain
- Gemengd dubbel: Wouter Claes / Nathalie Descamps

Nederlands kampioenschap
- Mannen enkel: Eric Pang
- Vrouwen enkel: Yao Jie
- Mannen dubbel: Ruud Bosch / Koen Ridder
- Vrouwen dubbel: Lotte Jonathans / Yao Jie
- Gemengd dubbel: Jorrit de Ruijter / Ilse Vaessen

Europe Badminton Circuit
- Mannen enkel:  Rajiv Ouseph
- Vrouwen enkel:  Rachel van Cutsen
- Mannen dubbel:  Jürgen Koch / Peter Zauner
- Vrouwen dubbel:  Emelie Lennartsson / Emma Wengberg
- Gemengd dubbel:  Vitalij Durkin / Nina Vislova

Europe Cup Favorit Ramenskoje
BWF Super Series
- Mannen enkel:  Lee Chong Wei
- Vrouwen enkel:  Wang Yihan
- Mannen dubbel:  Kien Keat Koo / Boon Heong Tan
- Vrouwen dubbel:  Chin Eei Hui / Wong Pei Tty
- Gemengd dubbel:  Nova Widianto / Liliyana Natsir

Europees kampioenschap gemengde teams Denemarken
Wereldkampioenschap
- Mannen enkel:  Lin Dan
- Vrouwen enkel:  Lu Lan
- Mannen dubbel:  Cai Yun / Fu Haifeng
- Vrouwen dubbel:  Zhang Yawen / Zhao Tingting
- Gemengd dubbel:  Thomas Laybourn / Kamilla Rytter Juhl

Sudirman Cup China

## Basketbal
Verenigde Staten
National Basketball Association (NBA) Los Angeles Lakers
Nederland
- Nederlands kampioen Mannen: My-Guide Amsterdam Basketball
- Nederlands bekerwinnaar Mannen: EiffelTowers Den Bosch
- Nederlands bekerwinnaar Vrouwen: HLB Accountants Den Helder
- Nederlands bekerwinnaar Vrouwen: ProBuild Lions Landsmeer

België
- Belgisch kampioen Mannen: Spirou Charleroi
- Belgisch kampioen Vrouwen: BC Namur Capitale
- Belgische bekerwinnaar Mannen: Spirou Charleroi
- Belgische bekerwinnaar Vrouwen: BC Namur Capitale

Europese competities
- Euroleague Mannen:  Panathinaikos BC
- Euroleague Vrouwen:  Spartak Oblast Moskou Vidnoje
- EuroCup Mannen:  BC Lietuvos Rytas Vilnius
- EuroCup Vrouwen:  Galatasaray Café Crown
- EuroChallenge Mannen:  Virtus BolognaFiere
- Europees kampioenschap Mannen:  Spanje
- Europees kampioenschap Vrouwen:  Frankrijk

## Biatlon
Wereldbeker Biatlon
Algemene wereldbeker
- Mannen:  Ole Einar Bjørndalen
- Vrouwen:  Helena Jonsson

Landenklassement
- Mannen:  Noorwegen
- Vrouwen:  Duitsland

Sprint
- Mannen 10 km:  Ole Einar Bjørndalen
- Vrouwen 7.5 km:  Helena Jonsson

Achtervolging
- Mannen 12.5 km:  Ole Einar Bjørndalen
- Vrouwen 10 km:  Kati Wilhelm

Iindividueel
- Mannen 20 km:  Michael Greis
- Vrouwen 15 km:  Magdalena Neuner

Massastart
- Mannen 15 km:  Dominik Landertinger
- Vrouwen 12.5 km:  Helena Jonsson

Estafette
- Mannen:  Oostenrijk
- Vrouwen:  Duitsland

Wereldkampioenschap biatlon
Sprint
- Mannen 10 km:  Ole Einar Bjørndalen
- Vrouwen 7.5 km:  Kati Wilhelm

Achtervolging
- Mannen 12.5 km:  Ole Einar Bjørndalen
- Vrouwen 10 km:  Helena Jonsson

Individueel
- Mannen 20 km:  Ole Einar Bjørndalen
- Vrouwen 15 km:  Kati Wilhelm

Massastart
- Mannen 15 km:  Dominik Landertinger
- Vrouwen 12.5 km:  Olga Zajtseva

Estafette
- Mannen:  Noorwegen
- Vrouwen:  Rusland

Gemengde estafette Frankrijk

## Bobsleeën
Wereldbeker Bobsleeën
Tweemansbob
- Mannen:  Beat Hefti
- Vrouwen:  Sandra Kiriasis

Viermansbob
- Mannen:  Aleksandr Zoebkov

Wereldkampioenschap Bobsleeën
Tweemansbob
- Mannen:  Ivo Rüegg, Cédric Grand
- Vrouwen:  Nicola Minichiello , Gillian Cooke

Viermansbob
- Mannen:  Steven Holcomb, Justin Olsen, Steve Mesler, Curtis Tomasevicz

Combinatie Duitsland

## Cricket
HoofdklasseExcelsior '20
Wereldkampioenschap Twenty20 Pakistan

## Curling
Wereldkampioenschap
- Mannen:   Schotland
- Vrouwen:  China

## Dammen
NK algemeen in HuissenAlexander Baljakin
NK vrouwen in TilburgNina Hoekman
WK-match in Twente Aleksandr Schwarzman

## Football
Super Bowl Pittsburgh Steelers

## Freestyleskiën
Wereldbeker
Wereldbeker algemeen
- Mannen:  Alexandre Bilodeau
- Vrouwen:  Ophélie David

Aerials
- Mannen:  Steve Omischl
- Mannen:  Lydia Lassila

Halfpipe
- Mannen:  Kevin Rolland
- Vrouwen:  Virginie Faivre

Moguls/Dual Moguls
- Mannen:  Alexandre Bilodeau
- Vrouwen:  Hannah Kearney

Skicross
- Mannen:  Tomáš Kraus
- Vrouwen:  Ophélie David

Landenbeker
- Algemeen:  Canada
- Mannen:  Canada
- Vrouwen:  Canada

Wereldkampioenschap
Aerials
- Mannen:  Ryan St. Onge
- Vrouwen:  Li Nina

Halfpipe
- Mannen:  Kevin Rolland
- Vrouwen:  Virginie Faivre

Moguls
- Mannen:  Patrick Deneen
- Vrouwen:  Aiko Uemura

Dual Moguls
- Mannen:  Alexandre Bilodeau
- Vrouwen:  Aiko Uemura

Skicross
- Mannen:  Andreas Matt
- Vrouwen:  Ashleigh McIvor

## Handbal
België
Eerste klasse
- Mannen: United HC Tongeren
- Vrouwen: HC Fémina Visé

Beker
- Mannen: United HC Tongeren
- Vrouwen: HC Fémina Visé

 Nederland
Eredivisie
- Mannen: FIQAS/Aalsmeer
- Vrouwen: VOC

Beker
- Mannen: KRAS/Volendam
- Vrouwen:  VOC

Europees
EHF Champions League
- Mannen:  BM Ciudad Real
- Vrouwen:  Zvezda Zvenigorod

EHF Cup Winners’ Cup
- Mannen:  BM Valladolid
- Vrouwen:  FCK Handbold

HF Challenge Cup
- Mannen:   UCM Sport Reşița
- Vrouwen:  Handball Cercle Nîmes

EHF Cup
- Mannen:  VfL Gummersbach
- Vrouwen:  Itxako Navarra

Wereldkampioenschap
- Mannen:  Frankrijk
- Vrouwen:  Rusland

## Hockey
België
Eredivisie veld
- Mannen: Waterloo Ducks
- Vrouwen: Royal Uccle Sport THC

 Nederland
Hoofdklasse veld
- Mannen: HC Bloemendaal
- Vrouwen: Amsterdamsche Hockey & Bandy Club

Hoofdklasse zaal
- Mannen: Amsterdamsche Hockey & Bandy Club
- Vrouwen: HC Kampong

Europees
Euro Hockey League veld
- Mannen:  HC Bloemendaal

Europacup zaal
- Mannen:  Rüsselsheimer RK
- Vrouwen:  Der Club an der Alster

Europacup I veld
- Vrouwen:  Hockeyclub 's-Hertogenbosch

Europacup II veld
- Vrouwen:  Amsterdamsche Hockey & Bandy Club

Europees kampioenschap
- Mannen:  Engeland
- Vrouwen:  Nederland

Champions Trophy
- Mannen:  Australië
- Vrouwen:  Argentinië

## Honkbal
Belgisch kampioenschapHoboken Pioneers
World Port Tournament Cuba
HoofdklasseDOOR Neptunus
Holland SeriesDOOR Neptunus
Europa Cup I / Champions Cup Nettuno BC
World baseball classic Japan
Wereldkampioenschap Verenigde Staten
World series New York Yankees

## Inline-skaten
Europees kampioenschap
Piste
- 300m time trial mannen:  Wouter Hebbrecht
- 300m time trial vrouwen:   Nicoletta Falcone
- 500m sprint mannen:  Andrea Peruzzo
- 500m sprint vrouwen:  Erika Zanetti
- 1000m sprint mannen:  Bart Swings
- 1000m sprint vrouwen:  Sabine Berg
- 10.000m punt. +afval mannen:  Bart Swings
- 10.000m punt. +afval vrouwen:  Simona di Eugenio
- 15000m afvalkoers mannen:  Fabio Francolini
- 10.000m afvalkoers vrouwen:  Laura Lardani
- 3000m aflossing mannen:  België
- 3000m aflossing vrouwen:  Duitsland

Weg
- 200m time trial mannen:  Wouter Hebbrecht
- 200m time trial vrouwen:  Nicoletta Falcone
- 500m sprint mannen:  Claudio Naselli
- 500m sprint vrouwen:  Desire Contenti
- 10.000m puntenkoers mannen:  Brian Lepine
- 10.000m puntenkoers vrouwen:  Simona di Eugenio
- 20000m afvalkoers mannen:  Fabio Francolini
- 15000m afvalkoers vrouwen:  Sabine Berg
- 42195m marathon mannen:  Bart Swings
- 42195m marathon vrouwen:   Sabine Berg
- 5000m aflossing mannen:  België
- 5000m aflossing vrouwen:  Italië

## Judo
Nederlandse kampioenschappen
Mannen
- Mannen –60 kg:  Jeroen Mooren
- Mannen –66 kg:  Neal van de Kamer
- Mannen –73 kg:  Dex Elmont
- Mannen –81 kg:  Guillaume Elmont
- Mannen –90 kg:  Marvin Huisman
- Mannen –100 kg:  Danny Meeuwsen
- Mannen +100 kg:  Grim Vuijsters

Vrouwen
- Vrouwen –48 kg:  Birgit Ente
- Vrouwen –52 kg:  Kitty Bravik
- Vrouwen –57 kg:  Michelle Diemeer
- Vrouwen –63 kg:  Anicka van Emden
- Vrouwen –70 kg:  Linda Bolder
- Vrouwen –78 kg:  Claudia Zwiers
- Vrouwen +78 kg:  Carola Uilenhoed

Europese kampioenschappen
Mannen
- Mannen –60 kg:  Arsen Galstjan
- Mannen –66 kg:  Miklós Ungvári
- Mannen –73 kg:  Volodymyr Soroka
- Mannen –81 kg:  Ivan Nifontov
- Mannen –90 kg:  Andrei Kazusenok
- Mannen –100 kg:  Tagir Chajboelajev
- Mannen +100 kg:  Martin Padar

Vrouwen
- Vrouwen –48 kg:  Frédérique Jossinet
- Vrouwen –52 kg:  Natalia Kuzyutina
- Vrouwen –57 kg:  Telma Monteiro
- Vrouwen –63 kg:  Urška Žolnir
- Vrouwen –70 kg:  Lucie Décosse
- Vrouwen –78 kg:  Esther San Miguel
- Vrouwen +78 kg:  Elena Ivasjtsjenko

Wereldkampioenschappen
Mannen
- Mannen –60 kg:  Georgiy Zantaraya
- Mannen –66 kg:  Tsagaanbaatar Khashbaatar
- Mannen –73 kg:  Wang Ki-Chun
- Mannen –81 kg:  Ivan Nifontov
- Mannen –90 kg:  Lee Kyu-Won
- Mannen –100 kg:  Maksim Rakov
- Mannen +100 kg:  Teddy Riner

Vrouwen
- Vrouwen –48 kg:  Tomoko Fukumi
- Vrouwen –52 kg:  Misato Nakamura
- Vrouwen –57 kg:  Morgane Ribout
- Vrouwen –63 kg:  Yoshie Ueno
- Vrouwen –70 kg:  Yuri Alvear
- Vrouwen –78 kg:  Marhinde Verkerk
- Vrouwen +78 kg:  Tong Wen

## Korfbal
- Nederlands zaalkampioen: DOS'46
- Nederlands veldkampioen: Koog Zaandijk
- Belgisch zaalkampioen: Boeckenberg

## Langlaufen
Wereldbeker langlaufen
Algemene wereldbeker
- Mannen:  Dario Cologna
- Vrouwen:  Justyna Kowalczyk

Afstandswereldbeker
- Mannen:  Pietro Piller Cottrer
- Vrouwen:  Justyna Kowalczyk

Sprintwereldbeker
- Mannen:  Ola Vigen Hattestad
- Vrouwen:  Petra Majdič

Wereldkampioenschap
Intervalstart
- Mannen 15 km (klassiek):  Andrus Veerpalu
- Vrouwen 10 km (klassiek):  Aino-Kaisa Saarinen

Achtervolging
- Mannen 30 km (klassiek en vrij):  Petter Northug
- Vrouwen 15 km (klassiek en vrij):  Justyna Kowalczyk

Sprint
- Mannen vrij:  Ola Vigen Hattestad
- Vrouwen vrij:  Arianna Follis

Teamprint
- Mannen vrij:  Johan Kjølstad / Ola Vigen Hattestad
- Vrouwen vrij:  Aino-Kaisa Saarinen / Virpi Kuitunen

Estafette
- Mannen 4x10 km (klassiek en vrij):  Eldar Rønning , Odd-Bjørn Hjelmeset, Tore Ruud Hofstad , Petter Northug
- Vrouwen 4x5 km (klassiek en vrij):  Pirjo Muranen , Virpi Kuitunen, Riitta-Liisa Roponen , Aino-Kaisa Saarinen

Massastart
- Mannen 50 km (vrij):  Petter Northug
- Vrouwen 30 km (vrij):  Justyna Kowalczyk

Tour de Ski
- Mannen:  Dario Cologna
- Vrouwen:  Virpi Kuitunen

Wasaloop
- Mannen:  Daniel Tynell
- Vrouwen:  Sandra Hansson

## Motorsport

### Wegrace
Wereldkampioenschap wegrace
MotoGP
- Coureurs en teams:  Valentino Rossi
- Constructeurs:  Yamaha

250 cc
- Coureurs en teams:  Hiroshi Aoyama
- Constructeurs:  Aprilia

125 cc
- Coureurs en teams:  Julián Simón
- Constructeurs:  Aprilia

Superbike
- Coureur:  Ben Spies
- Constructeur:  Ducati

Supersport
- Coureur:  Cal Crutchlow
- Constructeur:  Honda

Zijspannen
- Coureurs:  Ben Birchall  Tom Birchall
- Constructeur:  LCR-Suzuki

### Motorcross
- Motorcross

MX1
Coureurs:  Antonio Cairoli
Constructeur:  Yamaha
MX2
Coureurs:  Marvin Musquin
Constructeur:  KTM
MX3
Coureurs:  Pierre-Alexandre Renet
Constructeur:  Suzuki
Motorcross der Naties
- Land + coureurs:  Verenigde Staten (Ryan Dungey, Jake Weimer, Ivan Tedesco)

Zijspannen
- Coureurs:  Joris Hendrickx  Kaspars Liepins
- Constructeur:  VMC

## Mountainbiken
BK
Mannen
- Crosscountry: Roel Paulissen
- Marathon: Nicolas Vermeulen
- Downhill: Dave Goris
- 4-Cross: Arnaud Dubois

Vrouwen
- Crosscountry: Sanne Cant
- Marathon: Catherine Delfosse

NK
Mannen
- Crosscountry: Thijs Al

Vrouwen
- Crosscountry: Laura Turpijn

EK
- Mannen:  Ralph Näf
- Vrouwen:  Maja Włoszczowska
- Teamestafette:  Emil Lindgren, Tobias Ludvigsson, Alexandra Engen, Matthias Wengelin

WK
Mannen
- Crosscountry:  Nino Schurter
- Marathon:  Roel Paulissen
- Down hill:  Steve Peat
- 4-Cross:  Jared Graves
- Trial 20-inch wiel:  Benito Ros Charral
- Trial 26-inch wiel:  Gilles Coustellier

Vrouwen
- Crosscountry:  Irina Kalentjeva
- Marathon:  Sabine Spitz
- Down hill:  Emmeline Ragot
- 4-Cross:  Caroline Buchanan
- Trials:  Karin Moor

Gemengd
- Team estafette:  Marco Fontana, Gerhard Kerschbaumer, Eva Lechner, Cristian Cominelli

## Multisportevenement
Zomeruniversiade

## Noordse combinatie
Wereldbeker
- Algemene wereldbeker:  Anssi Koivuranta
- Landenklassement:  Duitsland

Wereldkampioenschap
- Massastart:  Todd Lodwick
- Individuele Gundersen (normale schans):  Todd Lodwick
- Individuele Gundersen (grote schans):  Bill Demong
- Teamwedstrijd:  Japan

## Rodelen
Wereldbeker
- Mannen individueel:  Armin Zöggeler
- Mannen dubbel:  Christian Oberstolz / Patrick Gruber
- Vrouwen individueel:  Tatjana Hüfner
- Landenwedstrijd:  Duitsland

Wereldkampioenschap
- Mannen individueel:  Felix Loch
- Mannen dubbel:  Gerhard Plankensteiner / Oswald Haselrieder
- Vrouwen individueel:  Erin Hamlin
- Landenwedstrijd:  Duitsland

## Roeien
Wereldkampioenschap

## Rugby
- Zeslandentoernooi - Winnaar: Ierland

## Schaatsen

### Langebaanschaatsen
NK allround
- Mannen: Sven Kramer
- Vrouwen: Ireen Wüst

Belgische kampioenschappen allround
- Mannen kleine vierkamp: Kris Schildermans
- Vrouwen kleine vierkamp: niet verreden

EK allround
- Mannen:  Sven Kramer
- Vrouwen :  Claudia Pechstein

WK allround
- Mannen:  Sven Kramer
- Vrouwen:  Martina Sáblíková

NK sprint
- Mannen: Stefan Groothuis
- Vrouwen: Margot Boer

WK sprint
- Mannen:  Shani Davis
- Vrouwen:  Wang Beixing

NK afstanden
- Mannen 500 m: Jan Smeekens
- Vrouwen 500 m: Annette Gerritsen
- Mannen 1000 m: Stefan Groothuis
- Vrouwen 1000 m: Paulien van Deutekom
- Mannen 1500 m: Sven Kramer
- Vrouwen 1500 m: Paulien van Deutekom
- Mannen 5000 m: Sven Kramer
- Vrouwen 3000 m: Renate Groenewold
- Mannen 10.000 m: Sven Kramer
- Vrouwen 5000 m: Renate Groenewold

WK afstanden
- Mannen 500m:  Lee Kang-seok
- Vrouwen 500m:  Jenny Wolf
- Mannen 1000m:  Trevor Marsicano
- Vrouwen 1000m:  Christine Nesbitt
- Mannen 1500m:  Shani Davis
- Vrouwen 1500m:  Anni Friesinger
- Mannen 5000m:  Sven Kramer
- Vrouwen 3000m:  Renate Groenewold
- Mannen 10.000m:  Sven Kramer
- Vrouwen 5000m:  Martina Sáblíková
- Mannen Ploegenachtervolging:  Nederland
- Vrouwen Ploegenachtervolging:  Canada

Wereldbeker
- Mannen 500 m:  Yu Fengtong
- Vrouwen 500 m:  Jenny Wolf
- Mannen 1000 m:  Shani Davis
- Vrouwen 1000 m:  Christine Nesbitt
- Mannen 1500 m:  Shani Davis
- Vrouwen 1500 m:  Kristina Groves
- Mannen 5 - 10 km:  Sven Kramer
- Vrouwen 3 - 5 km:  Martina Sáblíková
- Mannen Team:  Canada
- Vrouwen Team:  Tsjechië

### Marathonschaatsen
Marathon KNSB-Cup
- Mannen: Arjan Stroetinga & Bob de Vries
- Vrouwen: Mariska Huisman

NK Marathonschaatsen op natuurijs
- Mannen: Sjoerd Huisman
- Vrouwen: Carla Zielman

NK Marathonschaatsen op kunstijs
- Mannen: Yoeri Lissenberg
- Vrouwen: Daniëlle Bekkering

### Shorttrack
NK Shorttrack
- Mannen: Niels Kerstholt
- Vrouwen: Annita van Doorn

EK shorttrack
- Mannen:  Nicola Rodigari
- Aflossing:  Yuri Confortola, Claudio Rinaldi, Nicola Rodigari, Roberto Serra
- Dames:  Arianna Fontana
- Aflossing:  Rózsa Darázs, Bernadett Heidum, Erika Huszár, Andrea Keszler

WK Shorttrack
- Mannen:  Lee Ho-suk
- Aflossing:  John Celski, Ryan Bedford, Jordan Malone, Apolo Anton Ohno
- Vrouwen:  Wang Meng
- Aflossing:  Wang Meng, Zhou Yang, Zhang Hui, Liu Qiuhong

WK Shorttrack Teams
- Mannen:  Zuid-Korea
- Vrouwen:  China

Wereldbeker shorttrack
- Mannen:  Sung Si-bak
- Mannen Team:  Zuid-Korea
- Vrouwen:  Wang Meng
- Vrouwen Team:  China

### Alternatieve Elfstedentocht
Alternatieve Elfstedentocht Weissensee
- Mannen:  Lars Hoogenboom
- Vrouwen:  Daniëlle Bekkering

Alternatieve Elfstedentocht Kuopio
- Mannen:  Youri Takken
- Vrouwen:  Anita Hyttinen

### Kunstschaatsen
NK kunstschaatsen
- Mannen: Boyito Mulder
- Vrouwen: Manouk Gijsman

EK kunstschaatsen
- Mannen:  Brian Joubert
- Vrouwen:  Laura Lepistö
- Paren:  Aliona Savchenko / Robin Szolkowy
- IJsdansen:  Jana Chochlova / Sergej Novitski

WK kunstschaatsen
- Mannen:  Evan Lysacek
- Vrouwen:  Kim Yu-na
- Paren:  Aliona Savchenko / Robin Szolkowy
- IJsdansen:  Oksana Domnina / Maksim Sjabalin

## Schaken
NK Schaken
- Mannen: Anish Giri
- Vrouwen: Zhaoqin Peng

FIDE World Cup Boris Gelfand

## Schansspringen
Wereldbeker Schansspringen
- Algemene wereldbeker:  Gregor Schlierenzauer
- Skivliegen:  Gregor Schlierenzauer
- Landenteams:  Oostenrijk

Vierschansentoernooi Wolfgang Loitzl
Grand Prix schansspringen Simon Ammann
FIS Team Tour Noorwegen
Wereldkampioenschap
- Normale schans mannen:  Wolfgang Loitzl
- Grote schans mannen:  Andreas Küttel
- Team mannen:  Oostenrijk
- Vrouwen:  Lindsey Van

## Schermen
NK
Degen
- Mannen; Arwin Kardolus
- Vrouwen: Sonja Tol

Floret
- Mannen: Matthijs Rohlfs
- Vrouwen: Djinn Geurts

Sabel
- Mannen: Nico Speelman
- Vrouwen: Kayli Hensen

EK
Degen
- Individueel Mannen:  Sven Schmid
- Individueel Vrouwen:  Britta Heidemann
- Team Mannen:  Hongarije
- Team Vrouwen:  Roemenië

Floret
- Individueel Mannen:  Andrea Baldini
- Individueel Vrouwen:  Valentina Vezzali
- Team Mannen:  Italië
- Team Vrouwen:  Italië

Sabel
- Individueel Mannen:  Veniamin Resjetnikov
- Individueel Vrouwen:  Olga Charlan
- Team Mannen:  Italië
- Team Vrouwen:  Oekraïne

WK
Degen
- Individueel Mannen:  Anton Avdejev
- Individueel Vrouwen:  Lubov Shutova
- Team Mannen:  Frankrijk
- Team Vrouwen:  Italië

Floret
- Individueel Mannen:  Andrea Baldini
- Individueel Vrouwen:  Aida Chanayeva
- Team Mannen:  Italië
- Team Vrouwen:  Italië

Sabel
- Individueel Mannen:  Nicolas Limbach
- Individueel Vrouwen:  Mariel Zagunis
- Team Mannen:  Roemenië
- Team Vrouwen:  Oekraïne

## Skeleton
Wereldbeker
- Mannen:  Aleksandr Tretjakov
- Vrouwen:  Marion Trott

Wereldkampioenschap
- Mannen:  Gregor Staehli
- Vrouwen:  Marion Trott
- Combinatie:  Duitsland

## Skiën
Wereldbeker alpineskiën
Algemene wereldbeker
- Mannen:  Aksel Lund Svindal
- Vrouwen:  Lindsey Vonn

Combinatie
- Mannen:  Carlo Janka
- Vrouwen:  Anja Pärson

Afdaling
- Mannen:  Michael Walchhofer
- Vrouwen:  Lindsey Vonn

Super-G
- Mannen:  Aksel Lund Svindal
- Vrouwen:  Lindsey Vonn

Slalom
- Mannen:  Jean-Baptiste Grange
- Vrouwen:  Maria Riesch

Reuzenslalom
- Mannen:  Didier Cuche
- Vrouwen:  Tanja Poutiainen

Wereldkampioenschap Alpineskiën
Super-G
- Mannen:  Didier Cuche
- Vrouwen:  Lindsey Vonn

Supercombinatie
- Mannen:  Aksel Lund Svindal
- Vrouwen:  Kathrin Zettel

Afdaling
- Mannen:  John Kucera
- Vrouwen:  Lindsey Vonn

Reuzenslalom
- Mannen:  Carlo Janka
- Vrouwen:  Kathrin Hölzl

Slalom
- Mannen:  Manfred Pranger
- Vrouwen:  Maria Riesch

## Snooker
- Wereldkampioenschap:  John Higgins

World Ranking-toernooien
- Northern Ireland Trophy:  Ronnie O'Sullivan
- Roewe Shanghai Masters:  Ricky Walden
- Royal London Watches Grand Prix:  John Higgins
- Bahrain Championship:  Neil Robertson
- Welsh Open:  Ali Carter
- China Open:  Peter Ebdon

Masters Ronnie O'Sullivan
UK Championship Ding Junhui

## Snowboarden
Wereldbeker
- Algemeen Mannen:  Siegfried Grabner
- Algemeen Vrouwen:  Doris Günther
- Parallelle slalom Mannen:  Siegfried Grabner
- Parallelle slalom Vrouwen:  Amelie Kober
- Halfpipe Mannen:  Ryoh Aono
- Halfpipe Vrouwen:  Liu Jiayu
- Snowboard cross Mannen:  Markus Schairer
- Snowboard cross Vrouwen:  Lindsey Jacobellis
- Big air Mannen:  Stefan Gimpl

Wereldkampioenschap
- Parallelle reuzenslalom Mannen:  Jasey-Jay Anderson
- Parallelle reuzenslalom Vrouwen:   Marion Kreiner
- Parallelle slalom Mannen:  Benjamin Karl
- Parallelle slalom Vrouwen:  Fränzi Mägert-Kohli
- Halfpipe Mannen:  Ryoh Aono
- Halfpipe Vrouwen:  Liu Jiayu
- Snowboard cross Mannen:  Markus Schairer
- Snowboard cross Vrouwen:  Helene Olafsen
- Big air Mannen:  Markku Koski

## Tafeltennis
Eredivisie
- Mannen: Feijenoord van Teylingen
- Vrouwen: Li-Ning/Infinity Heerlen

NK tafeltennis
- Mannen enkelspel: Qi Xiao Feng
- Vrouwen enkelspel: Li Jiao
- Mannen dubbelspel: Frank Rengenhart / Merijn de Bruin
- Vrouwen dubbelspel: Yana Timina / Ana Gogorita
- Gemengd dubbelspel: Frank Rengenhart / Yana Timina

Beker
- Mannen: Feijenoord van Teylingen
- Vrouwen: TTV Noordkop

Europees
ETTU Cup
- Mannen:  SV Plüderhausen
- Vrouwen:  Cartagena

European Champions League
- Mannen:  Borussia Düsseldorf
- Vrouwen:  Linz AG Froschberg

ITTF Pro Tour
- Mannen enkelspel:  Ma Long
- Vrouwen enkelspel:  Guo Yan
- Mannen dubbelspel:  Timo Boll / Christian Süß
- Vrouwen dubbelspel:  Ding Ning / Liu Shiwen

Europees kampioenschap
- Mannen enkelspel:  Michael Maze
- Vrouwen enkelspel:  Wu Jiaduo
- Mannen dubbelspel:  Timo Boll / Christian Süß
- Mannen dubbelspel:  Elizabeta Samara / Daniela Dodean
- Mannen landencompetitie:  Duitsland
- Vrouwen landencompetitie:  Nederland

Wereldbeker
- Mannen:  Vladimir Samsonov
- Vrouwen:  Liu Shiwen

Wereldkampioenschap
- Mannen enkelspel:  Wang Hao
- Vrouwen enkelspel:  Zhang Yining
- Mannen dubbelspel:  Chen Qi / Wang Hao
- Vrouwen dubbelspel:  Guo Yue / Li Xiaoxia
- Gemengd dubbelspel:  Li Ping / Cao Zhen

## Tennis
ATP-seizoen
WTA-seizoen
Australian Open
- Mannen:  Rafael Nadal
- Vrouwen:  Serena Williams
- Manneldubbel:  Bob Bryan /  Mike Bryan
- Vrouwendubbel:  Serena Williams /  Venus Williams
- Gemengddubbel:  Sania Mirza /  Mahesh Bhupathi

Roland Garros
- Mannen:  Roger Federer
- Vrouwenenkel:  Svetlana Koeznetsova
- Mannendubbel:  Lukáš Dlouhý /  Leander Paes
- Vrouwendubbel:  Anabel Medina Garrigues /  Virginia Ruano Pascual
- Gemengddubbel:  Liezel Huber /  Bob Bryan

Wimbledon
- Mannen:  Roger Federer
- Vrouwen:  Serena Williams
- Mannendubbel:  Daniel Nestor /  Nenad Zimonjić
- Vrouwendubbel:  Serena Williams /  Venus Williams
- Gemenddubbel:  Anna-Lena Grönefeld /  Mark Knowles

US Open
- Mannen:  Juan Martín del Potro
- Vrouwen:  Kim Clijsters
- Mannendubbel:  Lukáš Dlouhý /  Leander Paes
- Vrouwendubbel:  Serena Williams /  Venus Williams
- Gemenddubbel:  Carly Gullickson /  Travis Parrott

Davis Cup Spanje
Fed Cup Italië

## Triatlon
Ironman Hawaï
- Mannen;  Craig Alexander
- Vrouwen;  Chrissie Wellington

Wereldkampioenschap
- Mannen:  Alistair Brownlee
- Vrouwen:  Emma Moffatt

Wereldkampioenschap lange afstand
- Mannen:  Timothy O'donnell
- Vrouwen:  Jodie Swallow

## Turnen
Wereldkampioenschap
- Individuele meerkamp Mannen:  Kohei Uchimura
- Individuele meerkamp Vrouwen:  Bridget Sloan
- Vloer Mannen:  Marian Dragulescu
- Vloer Vrouwen:  Elizabeth Tweddle
- Paard voltige Mannen: Hongtao Zhang
- Ringen Mannen:  Mingyong Yan
- Sprong Mannen:  Marian Dragulescu
- Sprong Vrouwen:  Kayla Williams
- Brug met gelijke liggers Mannen:  Guanyin Wang
- Brug met ongelijke leggers Vrouwen:  Kexin He
- Rekstok Mannen:  Kai Zou
- Evenwichtsbalk Vrouwen:  Linlin Deng

## Voetbal

### Internationale toernooien
Mannen
Fédération Internationale de Football Association (FIFA)
- Confederations Cup:  Brazilië
- Wereldkampioenschap onder 17:  Zwitserland
- Wereldkampioenschap onder 20:  Ghana
- Wereldkampioenschap voor clubs:  FC Barcelona

Union of European Football Associations (UEFA)
- UEFA Champions League:  FC Barcelona
- UEFA Cup:  Sjachtar Donetsk
- Europese Supercup:  FC Barcelona
- Europees kampioenschap onder 17:  Duitsland
- Europees kampioenschap onder 21:  Duitsland

Asian Football Confederation (AFC)
- AFC Champions League:  Pohang Steelers
- AFC Cup:  Al-Kuwait
- AFC President's Cup:  Regar-TadAZ Tursunzoda

Confédération Africaine de Football (CAF)
- African Championship of Nations:  Congo-Kinshasa
- CAF Confederation Cup:  Stade Malien
- CAF Champions League:  TP Mazembe
- CAF Supercup:  Al-Ahly

Council of Southern Africa Football Associations (COSAFA)
- COSAFA Cup:  Zimbabwe

Council for East and Central Africa Football Associations (CECAFA)
- CECAFA Cup:  Oeganda

Economische en Monetaire Gemeenschap van Centraal-Afrika (CEMAC)
- CEMAC Cup:  Centraal-Afrikaanse Republiek

Union of Arab Football Associations (UAFA)
- Arab Nations Cup: eindronde geannuleerd
- Arabische Champions League:  Espérance Sportive de Tunis

Confederation of North, Central American and Caribbean Association Football (CONCACAF)
- CONCACAF Champions League:  CF Atlante
- CONCACAF Gold Cup:  Mexico

Confederación Sudamericana de Fútbol (CONMEBOL)
- Copa Libertadores:  Club Estudiantes de La Plata
- Copa Sudamericana:  LDU Quito

Oceania Football Confederation (OFC)
- OFC Champions League:  Auckland City FC

Vrouwen
- Europees kampioenschap:  Duitsland
- Europees kampioenschap onder 17:  Duitsland
- Europees kampioenschap onder 19:  Engeland

### Nationale kampioenschappen
Mannen
 België
- Jupiler Pro League: Standard Luik
- Topschutter: Jaime Alfonso Ruiz
- Beker van België: KRC Genk
- Supercup: Standard Luik
- Tweede klasse: Sint-Truidense VV

 Engeland
- FA Premier League: Manchester United
- Topschutter: Nicolas Anelka
- League Cup: Manchester United
- FA Cup: Chelsea
- FA Community Shield: Chelsea
- Football League Championship: Wolverhampton Wanderers FC

 Frankrijk
- Ligue 1: Girondins de Bordeaux
- Topschutter: André-Pierre Gignac
- Coupe de France: Guingamp
- Coupe de la Ligue: Girondins de Bordeaux
- Trophée des Champions: Girondins de Bordeaux
- Ligue 2: RC Lens

 Duitsland
- Bundesliga: VfL Wolfsburg
- Topschutter: Grafite
- DFB-Pokal: Werder Bremen
- 2. Bundesliga: SC Freiburg

 Italië
- Serie A: Internazionale
- Topschutter: Zlatan Ibrahimović
- Coppa Italia: Lazio Roma
- Supercoppa: Lazio Roma
- Serie B: AS Bari

 Nederland
- Eredivisie: AZ Alkmaar
- Topschutter: Mounir El Hamdaoui
- KNVB beker: sc Heerenveen
- Johan Cruijff Schaal: AZ Alkmaar
- Eerste divisie: VVV-Venlo

 Spanje
- Primera División: FC Barcelona
- Topschutter: Diego Forlán
- Copa del Rey: FC Barcelona
- Supercopa: FC Barcelona
- Segunda División A: Xerez CD

 Japan
- J-League: Kashima Antlers
- Topschutter: Ryoichi Maeda
- J-League Cup: FC Tokyo
- Supercup: Kashima Antlers
- J-League 2: Vegalta Sendai

 Rusland
- Premjer-Liga: Roebin Kazan
- Topschutter: Welliton
- Beker van Rusland: CSKA Moskou
- Supercup: CSKA Moskou
- Eerste divisie: Anzji Machatsjkala

Vrouwen
 Nederland
- Eredivisie: AZ
- Topschutter: Sylvia Smit
- KNVB beker: SV Saestum

 België
- Eerste klasse: Standard Luik
- Beker: GFA Sinaai

### Prijzen
- Europees voetballer van het jaar:  Lionel Messi
- Wereldvoetballer van het jaar:  Lionel Messi
- Europees topschutter:  Diego Forlán  Atlético Madrid
- Belgische Gouden Schoen: Axel Witsel
- Nederlandse Gouden Schoen: Mounir El Hamdaoui
- Rinus Michels Award
  - Coach profvoetbal: Louis van Gaal
  - Coach amateurvoetbal: Henk de Jong
  - Jeugdopleiding profvoetbal: Sparta Rotterdam
  - Jeugdopleiding amateurvoetbal: SC Jekerdal
  - Oeuvreprijs: Foppe de Haan

## Volleybal
België
- Liga A Mannen: Noliko Maaseik
- Eredivisie Vrouwen: Dauphines Charleroi
- Beker Mannen: Noliko Maaseik / Vrouwen: VDK Gent

 Nederland
- Mannen: ORTEC Rotterdam.Nesselande
- Vrouwen: DELA Martinus
- Beker Mannen: SV Dynamo / Vrouwen: Martinus

Europa
- CEV Champions League Mannen:  Trentino Volley
- CEV Champions League Vrouwen:  Volley Bergamo
- CEV Challenge Cup Mannen:  Arkas Spor Izmir
- CEV Challenge Cup Vrouwen:  Vini Monteschiavo Jesi
- CEV Cup Mannen:  VK Belogorje Belgorod
- CEV Cup Vrouwen:  Asystel Novara

Europees kampioenschap
- Europees kampioenschap Mannen:  Polen
- Europees kampioenschap Vrouwen:  Italië

### Beachvolleybal
BK
- Dries Koekelkoren / Tom Van Walle, Liesbet Van Breedam / Liesbeth Mouha

EK
- Reinder Nummerdor / Richard Schuil,  Inese Jursone / Inguna Minusa

WK
- Mannen:  Julius Brink / Jonas Reckermann, Vrouwen:  April Ross / Jennifer Kessy

## Wielersport

### Wegwielrennen
Ronde van Italië
- Algemeen klassement:  Denis Mensjov
- Puntenklassement:  Danilo Di Luca,  Denis Mensjov
- Bergklassement:  Stefano Garzelli
- Jongerenklassement:  Kevin Seeldraeyers
- Team:  Astana

 Tour de France
- Algemeen klassement:  Alberto Contador
- Bergklassement:  Franco Pellizotti
- Puntenklassement:  Thor Hushovd
- Jongerenklassement:  Andy Schleck
- Team:  Astana

 Ronde van Spanje
- Algemeen klassement:  Alejandro Valverde
- Puntenklassement:  André Greipel
- Bergklassement:  David Moncoutié
- Combinatieklassement:  Alejandro Valverde
- Team:  Xacobeo-Galicia

UCI Wereldranglijst
- Klassement individueel:  Alberto Contador
- Klassement teams:  Astana Pro Team
- Landenklassement:  Spanje
- Tour Down Under:  Allan Davis
- Parijs-Nice:  Luis León Sánchez
- Tirreno-Adriatico:  Michele Scarponi
- Milaan-Sanremo:  Mark Cavendish
- Ronde van Vlaanderen:  Stijn Devolder
- Gent-Wevelgem:  Edvald Boasson Hagen
- Ronde van het Baskenland:  Alberto Contador
- Parijs-Roubaix:  Tom Boonen
- Amstel Gold Race:  Sergej Ivanov
- Waalse Pijl:  Davide Rebellin
- Luik-Bastenaken-Luik:  Andy Schleck
- Ronde van Romandië:  Roman Kreuziger
- Ronde van Catalonië:  Alejandro Valverde
- Ronde van Italië:  Denis Mensjov
- Critérium du Dauphiné:  Alejandro Valverde
- Ronde van Zwitserland:  Fabian Cancellara
- Ronde van Frankrijk:  Alberto Contador
- Clásica San Sebastián:  Carlos Barredo
- Ronde van Polen:  Alessandro Ballan
- Vattenfall Cyclassics:  Tyler Farrar
- GP Ouest France-Plouay:  Simon Gerrans
- Eneco Tour:  Edvald Boasson Hagen
- Ronde van Spanje:  Alejandro Valverde
- Wereldkampioenschappen wegrit elite:  Cadel Evans
- Ronde van Lombardije:  Philippe Gilbert

Wereldkampioenschap wegwielrennen
Mannen
- Tijdrit:  Fabian Cancellara
- Wegwedstrijd:  Cadel Evans
- Beloften:  Jack Bobridge

Vrouwen
- Tijdrit:  Kristin Armstrong
- Wegwedstrijd:  Tatiana Guderzo

### Baanwielrennen
Wereldkampioenschap Baanwielrennen
Mannen
- Sprint:  Grégory Baugé
- Teamsprint:  Grégory Baugé, Mickaël Bourgain, Kévin Sireau
- Individuele achtervolging:  Taylor Phinney
- Ploegenachtervolging:  Michael Faerk Christensen, Casper Jørgensen, Jens-Erik Madsen, Alex Rasmussen
- 1 Kilometer tijdrit:  Stefan Nimke
- Keirin:  Maximilian Levy
- Puntenkoers:  Cameron Meyer
- Scratch:  Morgan Kneisky
- Omnium:  Leigh Howard
- Ploegkoers:  Michael Mørkøv, Alex Rasmussen

Vrouwen
- Sprint:  Victoria Pendleton
- Teamsprint:  Kaarle McCulloch, Anna Meares
- Individuele achtervolging:  Alison Shanks
- Ploegenachtervolging:  Elizabeth Armitstead, Wendy Houvenaghel, Joanna Rowell
- 500 meter tijdrit:  Simona Krupeckaite
- Keirin:  Guo Schuang
- Puntenkoers:  Giorgia Bronzini
- Scratch:  Yumari Gonzalez Valdivieso
- Omnium:  Josephine Tomic

### Veldrijden
Nederlands kampioenschap veldrijden
- Mannen:  Lars Boom
- Vrouwen:  Daphny van den Brand

Belgisch kampioenschap veldrijden
- Mannen:  Sven Nys
- Vrouwen:  Joyce Vanderbeken

Wereldkampioenschap veldrijden
- Mannen:  Niels Albert
- Vrouwen:  Marianne Vos
- Wereldbeker veldrijden:  Sven Nys
- Superprestige:  Sven Nys
- GvA Trofee:  Sven Nys

## IJshockey
België
- Elite league: HYC Herentals
- Beker: White Caps Turnhout

 Nederland
- Eredivisie: HYS The Hague
- Beker: Nijmegen Devils

Stanley Cup Pittsburgh Penguins
Wereldkampioenschap Mannen Rusland
Wereldkampioenschap Vrouwen Verenigde Staten

## Zwemmen

### Langebaan
- Open Nederlandse kampioenschap
- Wereldbeker
- Wereldkampioenschap

### Kortebaan
- Open Nederlandse kampioenschap
- Belgische kampioenschap
- Europese kampioenschap

### Synchroonzwemmen
- Wereldkampioenschap

### Waterpolo
Nederlands kampioenschap
- Mannen: GZC Donk
- Vrouwen: Polar Bears
- Beker Mannen: GZC Donk
- Beker Vrouwen: Polar Bears

Europese competities
- LEN Euroleague Mannen:  VK Primorac
- LEN Champions Cup Vrouwen:  NO Vouliagmeni
- LEN Cup Mannen:  Szeged VE
- LEN Cup Vrouwen:  Shturm Chekhov

Wereldkampioenschap
- Mannen:  Servië
- Vrouwen:  Verenigde Staten

## Zeilen
Volvo Ocean Race
 Ericsson Racing Team – 4
Vendée Globe
 Michel Desjoyeaux

## Sporter van het jaar
België
- Sportvrouw: Kim Clijsters
- Sportman: Philippe Gilbert
- Sportploeg: Nationaal 4x400 m estafetteteam Mannen
- Sportbelofte: Romelu Lukaku

 Nederland
- Sportvrouw: Marianne Vos
- Sportman: Epke Zonderland
- Sportploeg: Estafetteploeg Vrouwen 4x100m vrije slag
- Gehandicapte sporter: Monique van der Vorst
- Coach: Louis van Gaal
- De Junior: Melissa Boekelman

Europa
- Sportman:  Roger Federer
- Sportvrouw:  Blanka Vlašić

Mondiaal
- Sportman:  Usain Bolt
- Sportvrouw:  Jelena Isinbajeva
- Sportploeg:  Chinees olympisch Team
- Gehandicapte sporter:  Daniel Dias
- Doorbraak:  Rebecca Adlington
- Actiesporter:  Kelly Slater
- Comeback:  Vitali Klytsjko
- Lifetime Achievement Award: Niet uitgereikt

## Overleden
Januari
- 02 – Ian Greaves (76), Brits voetballer en voetbalmanager
- 02 – Joe Henry (80), Amerikaans honkballer
- 02 – Nick Scandone (42), Amerikaans zeiler
- 03 – Luca Gelfi (42), Italiaans wielrenner
- 03 – Sam McQuagg (73), Amerikaans coureur
- 04 – Jacques Bastin (96), Belgisch voetballer
- 04 – Lei Clijsters (52), Belgisch voetballer en voetbaltrainer
- 04 – Sonny Fai (20), Nieuw-Zeelands rugbyspeler
- 05 – Pascal Terry (49), Frans motorcoureur
- 06 – Charlie Thomson (78), Brits voetbaldoelman
- 07 – Alfie Conn (82), Brits voetballer
- 07 – Puck Oversloot (94), Nederlands zwemster
- 10 – Sidney Wood (97), Amerikaans tennisser
- 16 – Aad Bak (82), Nederlands voetballer
- 16 – Berry Withuis (88), Nederlands schaker en schaaktoernooi-organisator
- 19 – Johan Geleyns (43), Belgisch basketballer en -coach
- 19 – José Torres (72), Puerto Ricaans bokser
- 19 – Joop Wille (88), Nederlands voetbalinternational en-scheidsrechter
- 21 – Peter Persidis (62), Oostenrijks voetballer en -trainer
- 22 – Clément Pinault (23), Frans voetballer
- 24 – Karl Koller (79), Oostenrijks voetballer
- 24 – Ferry Pirard (61), Nederlands voetballer
- 29 – Hélio Gracie (95), Braziliaans vechtsporter
- 30 – Ingemar Johansson (76), Zweeds bokser

Februari
- 03 – Louis Proost (73), Belgisch wielrenner
- 04 – Christophe Dupouey (40), Frans mountainbiker
- 05 – Frederiek Nolf (21), Belgisch wielrenner
- 08 – Marian Cozma (26), Roemeens handbalspeler
- 12 – Giacomo Bulgarelli (68), Italiaans voetballer
- 14 – Cor Braasem (85), Nederlands waterpoloër
- 15 – Chiel Govers (96), Nederlands voetballer en voetbalscheidsrechter
- 18 – Kamila Skolimowska (26), Pools atlete
- 19 – Pierre Barbotin (82), Frans wielrenner

Maart
- 01 – Chris Finnegan (64), Engels bokser
- 03 – Sebastian Faisst (20), Duits handballer
- 13 – Andrew Martin (33), Canadees worstelaar
- 16 – Roland Dantes (64), Filipijns vechtsporter en acteur
- 17 – Sjeng Verstappen (65), Nederlands bokser
- 20 – Jaroslav Pitner (83), Tsjechisch ijshockeycoach
- 20 – Roberta Alison (65), Amerikaans tennisster
- 23 – Lloyd Ruby (81), Amerikaans Formule 1-coureur
- 24 – Hans Klenk (89), Duits autocoureur
- 25 – Yukio Endo (72), Japans turner
- 30 – Andrea Mead-Lawrence (76), Amerikaans skiester
- 30 – Jackie Pretorius (74), Zuid-Afrikaans Formule 1-coureur

April
- 01 – Arne Andersson (91), Zweeds atleet
- 01 – Jan Kleyn (83), Nederlands atleet
- 03 – Carol Schuurman (74), Nederlands voetballer
- 07 – Jobie Dajka (27), Australisch baanwielrenner
- 07 – Leo Prieto (88), Filipijns sportbestuurder en basketbalcoach
- 08 – Robert Habermehl (33), Nederlands korfballer
- 09 – Nick Adenhart (22), Amerikaans honkballer
- 09 – Edgar Buchwalder (92), Zwitsers wielrenner
- 20 – Franco Rotella (42), Italiaans voetballer
- 23 – Lam Sheung-Yee (74), Hongkongs acteur en voetballer
- 26 – Salamo Arouch (86), Grieks-Israëlisch bokser, ondernemer en Holocaustoverlevende
- 27 – Greg Page (50), Amerikaans bokser
- 30 – Henk Nijdam (73), Nederlands wielrenner

Mei
- 01 – Jokke Kangaskorpi (37), Fins voetballer
- 02 – Jack Kemp (73), Amerikaans Americanfootballspeler
- 06 – Maarten Sikking (61), Nederlands hockeyer
- 07 – Rutger Röell (80), Nederlands roeicoach
- 08 – Fons Brydenbach – (54), Belgisch atleet
- 08 – Fujisawa Hideyuki – (83), Japans Go-speler
- 09 – Jean-Claude Van Geenberghe (46), Belgisch ruiter
- 12 – Heini Walter (81), Zwitsers autocoureur
- 13 – Norbert Eschmann (75), Zwitsers voetballer
- 13 – Ad Moons (91/92), Nederlands atleet
- 15 – Frank Mundy (90), Amerikaans autocoureur
- 21 – Robert Müller (28), Duits ijshockeyer
- 21 – Gerry Meijerhof (40), Nederlands autocoureur
- 28 – Emmanuel Baba Dawoud (74), Iraaks voetballer en voetbalcoach
- 28 – Rob Hartoch (62), Nederlands schaker
- 29 – Karine Ruby (31), Frans snowboardster

Juni
- 06 – Bobby Haarms (75), Nederlands voetballer en voetbalcoach
- 14 – Abel Tador (24), Nigeriaans voetballer
- 15 – Bert Bartelings (48), Nederlands voetballer en voetbaltrainer
- 16 – Peter Arundell (75), Brits autocoureur
- 20 – Godfrey Rampling (100), Brits sprinter
- 24 – Freek van de Graaff, (65) Nederlands olympisch roeier

Juli
- 01 – Alexis Arguello (57), Nicaraguaans bokser en politicus
- 04 – Steve McNair (36), Amerikaans American-footballspeler
- 06 – Eric van den Berg (66), Nederlands bokstrainer
- 06 – Mathieu Montcourt (24), Frans tennisser
- 08 – Nico van Est (81), Nederlands wielrenner
- 11 – Arturo Gatti (37), Canadees bokskampioen
- 12 – Monica Havelka (53), Amerikaans roeister en basketbalspeelster
- 12 – Nikola Stantsjev (78), Bulgaars worstelkampioen
- 13 – Harry Källström (70), Zweeds rallyrijder
- 18 – Ricardo Londoño (59), Colombiaans autocoureur
- 19 – Karen Harup (84), Deens zwemkampioene
- 19 – Ed Rudolph (68), Amerikaans snelschaatser
- 19 – Henry Surtees (18), Brits autocoureur
- 20 – Vedat Okyar (64), Turks voetballer
- 21 – Nelson Demarco (84), Uruguayaans basketballer
- 22 – Mark Leduc (47), Canadees bokskampioen
- 22 – Herbert Morris (93), Amerikaans roeikampioen
- 24 – Zé Carlos (47), Braziliaans doelman
- 24 – Jack Le Goff (78), Frans-Amerikaans ruiterkampioen
- 25 – Vernon Forrest (38), Amerikaans bokser
- 31 – Bobby Robson (76), Engels voetballer en voetbalcoach

Augustus
- 01 – Hironoshin Furuhashi (80), Japans zwemmer
- 08 – Daniel Jarque (26), Spaans voetballer
- 16 – Paul Healion (31), Iers wielrenner
- 18 – Mária Vadász (59), Hongaars handbalspeelster
- 18 – Geertje Wielema (75), Nederlands zwemster
- 22 – Erkki Laine (51), Fins ijshockeyspeler
- 24 – Toni Sailer (73), Oostenrijks skiër
- 27 – Dave Laut (52), Amerikaans kogelstoter
- 28 – Frank Gardner (78), Australisch autocoureur
- 31 – Torsten Lindberg (92), Zweeds voetballer

September
- 01 – John Stephens (43), Amerikaans Americanfootballspeler
- 11 – Henny van Schoonhoven (39), Nederlands voetballer
- 14 – Darren Sutherland (27), Iers bokser
- 18 – Marcel Vandewattyne (85), Belgisch atleet
- 22 – Olaf Dufseth (91), Noors skiër
- 24 – Terry Bly (73), Brits voetballer
- 24 – Egon Solymossy (87), Hongaars atleet
- 28 – Zygmunt Chychła (82), Pools bokskampioen
- 28 – Horst Feilzer (52), Duits voetballer
- 30 – Pentti Airikkala (64), Fins rallyrijder
- 30 – Victor Van Schil (69), Belgisch wielrenner

Oktober
- 02 – Jørgen Jensen (65), Deens atleet
- 02 – Rolf Rüssmann (9), Duits voetballer
- 03 – Michel Nédélec (69), Frans wielrenner
- 04 – Ernő Kolczonay (56), Hongaars schermkampioen
- 05 – Rob Bron (66), Nederlands motorcoureur
- 07 – Jean Sage (69), Frans autocoureur en teambaas
- 08 – Torsten Reißmann (53), Duits judokampioen
- 09 – Horst Szymaniak (75), Duits voetballer
- 10 – Rodrigo del Rosario (92), Filipijns gewichtheffer
- 11 – Gustav Kral (26), Oostenrijks voetballer/doelman
- 12 – Alberto Castagnetti (66), Italiaans vrije stijl-zwemmer en zwemcoach
- 12 – Massimo Mattolini (56), Italiaans voetballer / doelman
- 12 – rank Vandenbroucke (34), Belgisch wielrenner
- 13 – Henk Bloemsma (88), Nederlands voetballer
- 13 – enk Koning (74), Nederlands voetballer
- 14 – Lou Albano (76), Amerikaans beroepsworstelaar
- 15 – Heinz Versteeg (70), Nederlands voetballer
- 22 – Ray Lambert (87), Brits voetballer
- 25 – Kevin Widemond (23), Amerikaans basketballer
- 27 – Alex Harris (34), Australisch paralympisch zwemmer
- 28 – Ingvar Carlsson (62), Zweeds rallyrijder
- 30 – František Veselý (65), Tsjechisch voetballer

November
- 02 – Keith Kettleborough (74), Engels voetballer
- 03 – Archie Baird (90), Schots voetballer
- 04 – Ivan Bjakov (65), Russisch atleet
- 04 – Stefano Chiodi (52), Italiaans voetballer
- 04 – Stanisław Flanek (90), Pools voetballer
- 06 – Dimitri De Fauw (28), Belgisch wielrenner
- 07 – Moncef Djebaili (52), Frans-Algerijns voetballer
- 07 – Billy Ingham (57), Engels voetballer
- 08 – Médard Zanou (22), Benins voetballer
- 09 – Agustín Sagasti (39), Spaans wielrenner
- 10 – Robert Enke (32), Duits voetballer
- 10 – Timotei Potisek (25), Frans motorcrosser
- 11 – Savvas Hatziioannou (67), Grieks voetballer
- 12 – Willy Kernen (80), Zwitsers voetballer
- 14 – Nikolai Anikin (77), Russisch langlaufkampioen
- 15 – Ray Charnley (74), Engels voetballer
- 15 – Andrij Fedtsjoek (29), Oekraïens bokser
- 15 – Antonio de Nigris (31), Mexicaans voetballer
- 21 – Rena Kanokogi (74), Amerikaans judoka
- 22 – Marcelo da Silva Moco (30), Braziliaans voetballer
- 22 – Juan Carlos Muñoz (90), Argentijns voetballer
- 22 – Tony Parry (64), Engels voetballer
- 22 – Francisco Rodriguez (Mexicaans bokser) (25), Mexicaans profbokser
- 22 – Eli Uzan (46), Israëlisch voetballer
- 26 – Nikola Kovachev (75), Bulgaars voetballer
- 29 – Patrick Konchellah (41), Keniaans atleet

December
- 01 – Neil Dougall (88), Schots voetballer
- 05 – Kálmán Markovits (78), Hongaars waterpoloër
- 07 – Shunkichi Hamada (99), Japans hockeyer
- 09 – Petr Kocman (39), Tsjechisch voetballer
- 09 – Håkan Wickberg (66), Zweeds ijshockeyer
- 12 – Klavdija Bojarskich (70), Russisch langlaufkampioene
- 12 – Jan Nijman (76), Nederlands voetballer en voetbaltraine
- 13 – Wilton Cezar Xavier (62), Braziliaans voetballer
- 14 – Heiner Schober (82), Duits voetballer
- 15 – Alan A'Court (75), Engels voetballer
- 16 – Dennis Herod (86), Engels voetballer
- 16 – Igor Sholin (24), Oekraïens voetballer
- 16 – Kurt Ucko (85), Duits voetballer
- 20 – Jack Brownsword (86), Engels voetballer
- 22 – Albert Scanlon (74), Engels voetballer
- 24 – Mousslim Abdoullaïev (27), Russisch thaibokskampioen
- 27 – Gilbert Monteyne (64), Belgisch bokser
- 31 – Bill Powell (93), Amerikaans golfer

1965 · 1966 · 1967 · 1968 · 1969 · 1970 · 1971 · 1972 ·1973 · 1974 · 1975 · 1976 · 1977 · 1978 · 1979 · 1980 · 1981 · 1982 · 1983 · 1984 · 1985 · 1986 · 1987 · 1988 · 1989 · 1990 · 1991 · 1992 · 1993 · 1994 · 1995 · 1996 · 1997 · 1998 · 1999 · 2000 · 2001 · 2002 · 2003 · 2004 · 2005 · 2006 · 2007 · 2008 · 2009 · 2010 · 2011 · 2012 · 2013 · 2014 · 2015 · 2016 · 2017 · 2018 · 2019 · 2020 · 2021 · 2022 · 2023 · 2024 · 2025